# Cro-Magnon
|                                 |  |                               |
| Crânio de uma mulher Cro-Magnon |  | Crânio de um homem Cro-Magnon |

Os Cro-Magnon são os restos fósseis mais antigos conhecidos na Europa de Homo sapiens (espécie à qual pertencem todos os humanos modernos). Entretanto, há restos mais antigos de Homo sapiens na África. A designação não se enquadra totalmente nas formas convencionais de denominação dos hominídeos, sendo frequentemente usada para designar, em sentido genérico, os povos mais antigos conhecidos na Europa que podem ser integrados entre os humanos modernos.
No Paleolítico Superior, os Homens de Neandertal desapareceram, por volta de 30 mil a.C.. A teoria mais aceita na Antropologia, anteriormente, era que teria ocorrido um encontro entre os Neandertais e os Homens de Cro-Magnon há cerca de 40 mil anos. Eles teriam entrado em um conflito que teria durado cerca de 10 mil anos e que, por fim, teria acarretado o extermínio dos Neandertais. No entanto, estudos recentes, usando DNA antigo e após a sequenciação do genoma do Neanderthal, mostraram a persistência de variantes genéticas semelhantes ao Neanderthal em populações atuais de europeus e asiáticos, sugerindo que teria havido cruzamentos de Cro-Magnon com Neandertais a certa altura após se encontrarem.
Os principais fósseis foram encontrados na França e na Espanha, mas também existem sítios arqueológicos em outras partes da Europa, Oriente Médio e do Norte da África, donde se supõe que tenham tido origem (embora a origem asiática não seja descartada). De acordo com os fósseis, eram homens altos, entre 1,8 e 2 metros de altura, a capacidade craniana era de 1.500 cm³ a 1.790 cm³. Distribuíram-se por toda a Europa, fundamentando, de uma certa maneira, os primeiros alicerces da civilização, pelo menos no pensar de algumas correntes antropológicas.
Como seus anteriores, os Cro-Magnon moravam em cavernas. Mas são notáveis seus progressos culturais. Os utensílios, instrumentos e armas já apresentavam um acabamento razoável, e outros materiais, além da pedra, são lascados, como o chifre da rena e o marfim. Fabricavam o arpão, o anzol e acabaram inventando a agulha de osso, que lhes serviu para costurar suas roupas, feitas de peles de animais, pois ainda não conheciam a tecelagem. Deviam comer seus alimentos cozidos, pois foram encontrados nas cavernas inúmeros vestígios de fogões rústicos.

## Vida social dos Cro-Magnon

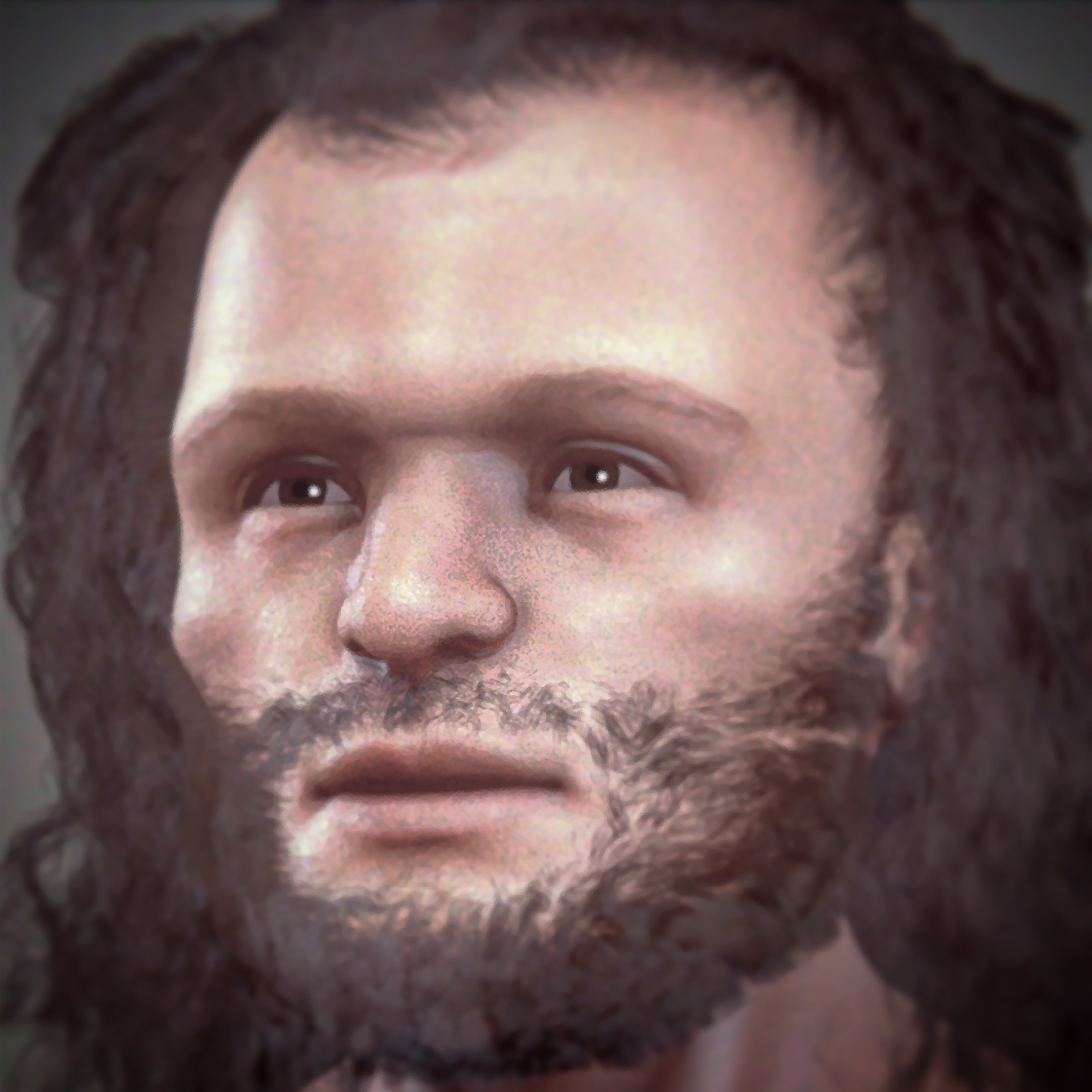
Reconstrução facial forense de um homem de Cro-Magnon

A vida social dos Cro-Magnon apresentava sintomas bastante significativos de organização. A sua fixação e permanência nas cavernas, embora não fosse definitiva, pois suas atividades ainda eram a caça e a pesca, era prolongada de tal modo a dar-lhes condições de esquematizar os princípios básicos de uma comunidade.
A divisão do trabalho, por exemplo, existia entre eles sob a forma de um cooperativismo primário. A caça era um objetivo comum e a sua partilha entre os membros do grupo era obrigatória. Esse "cooperativismo" era, em grande parte, motivado pelas próprias circunstâncias geo-econômicas em que viviam: os animais eram, em sua maior parte, de grande tamanho e difíceis de serem caçados por um homem sozinho. Caçavam juntos, enfrentando os mesmo perigos mas, em cerimônias festivas, faziam também a partilha coletiva.

## Religião e rituais
A religião dos Cro-Magnon já evoluíra, quer pelos rituais, quer pelas preocupações espirituais. Os defuntos eram enterrados não apenas com utensílios, mas com objetos especialmente talhados para esse fim, isto é, com ornamentos funerários. Detalhe curioso é o sentido propiciatório das suas primeiras crenças. Eles desenhavam as renas nas paredes das cavernas, pensando, com isto, em atrair para eles sorte favorável em suas excursões venatórias. E, durante muito tempo, os aspectos de sortilégios perdurariam, mostrando assim um estreito vínculo entre as necessidades de sobrevivência e os primeiros sinais da crença nos fatores sobrenaturais.
Os Cro-Magnon, a partir de 10.000 a.C., entraram em decadência. Com o crescente aumento da temperatura, muitos animais de seu consumo básico, como a rena e o mamute, desapareceram ou emigraram para o Norte. A escassez de recursos deu origem a grandes conflitos entre eles. Milhares pereceram, outros espalharam-se por diversos pontos da Europa e da Ásia, formando os óvulos originais das comunidades que surgiriam no período seguinte, a Idade da Pedra Polida. Mas não se pode encerrar a notícia sobre o Paleolítico e os Cro-Magnon, sem uma referência às suas manifestações plásticas.

## Imagens

### Fósseis e abrigos

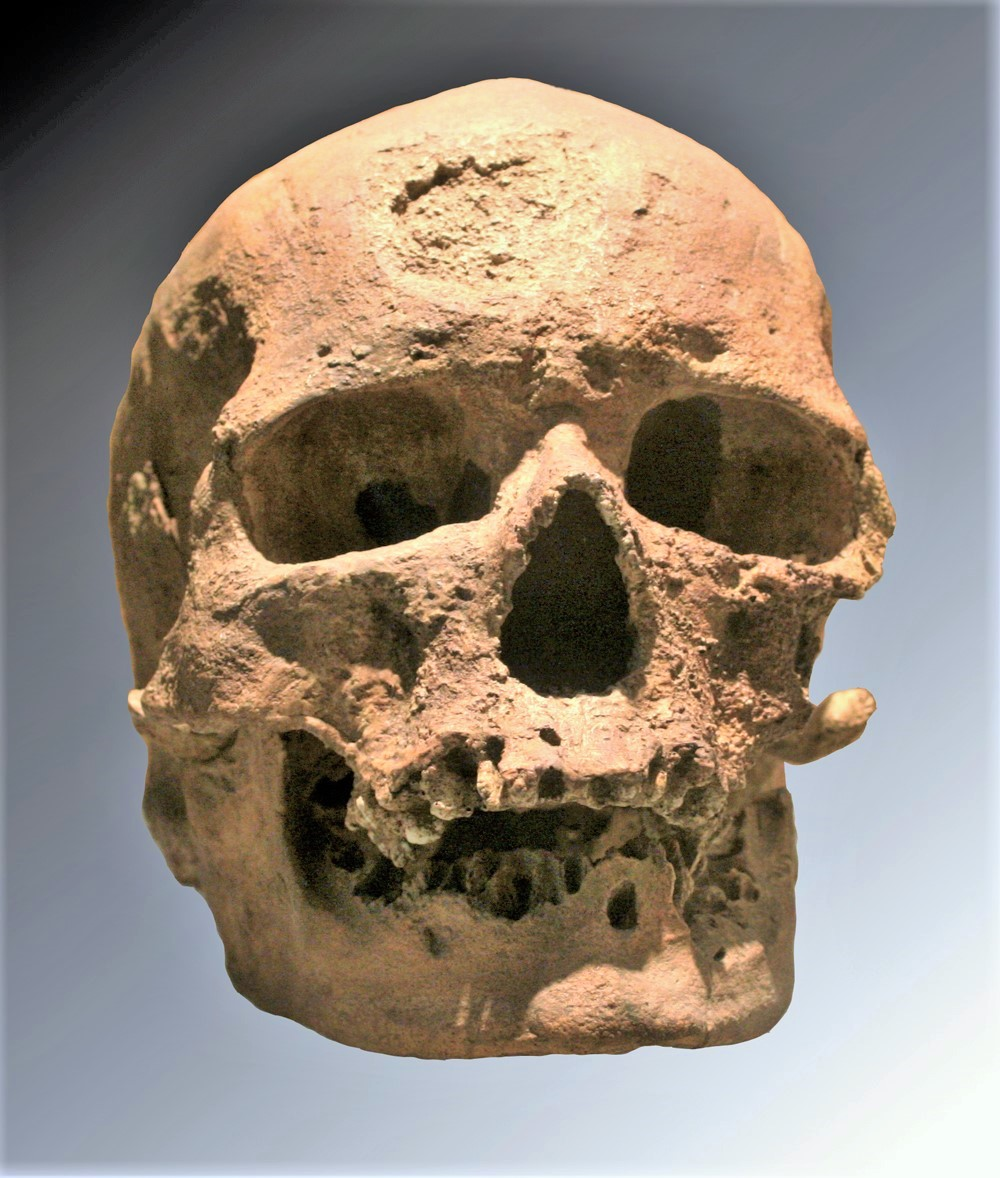
Crânio de um Cro-Magnon no Musée de l'Homme, Paris.
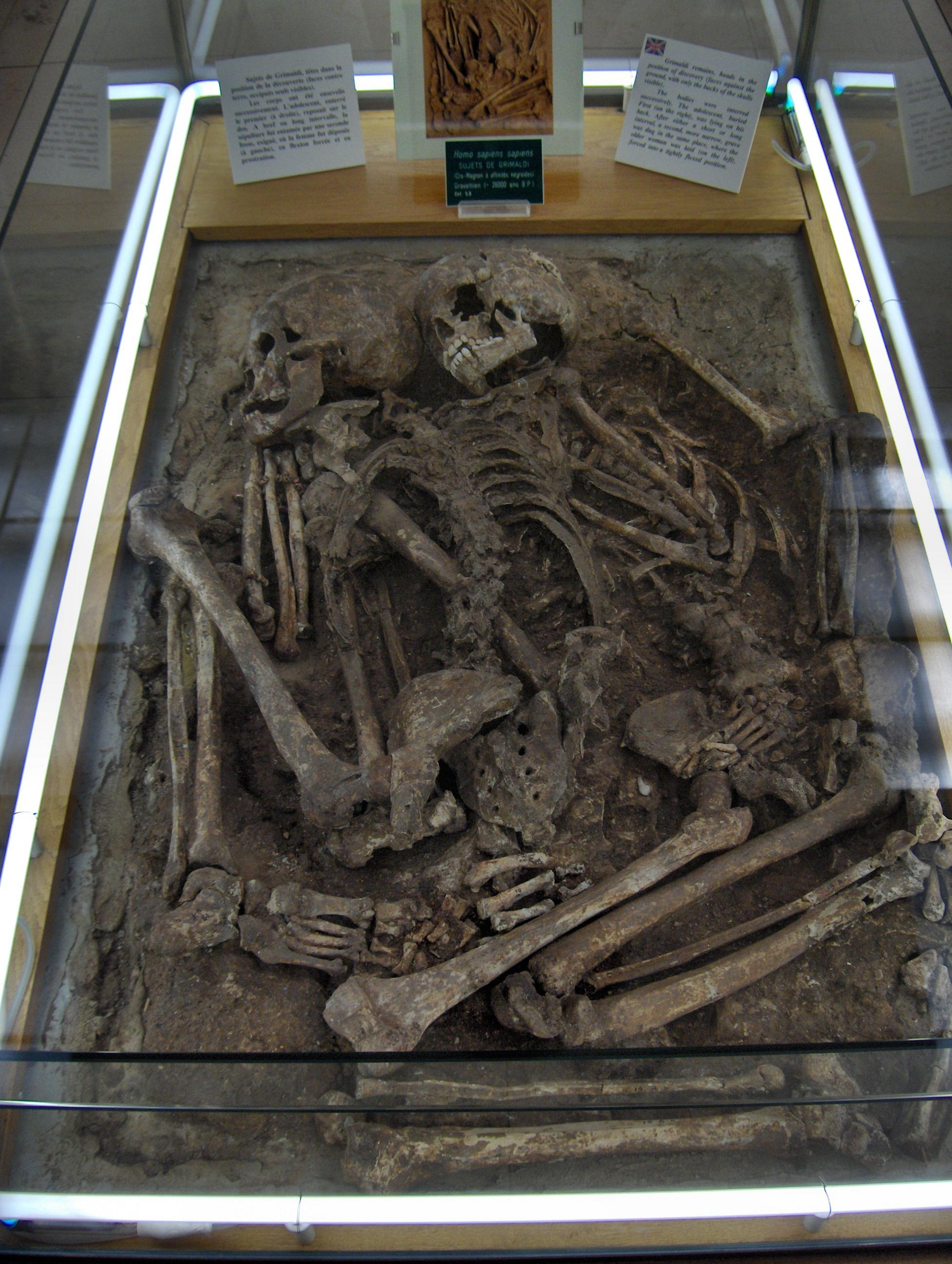
Esqueletos de Cro-Magnon's no Musée d'Anthropologie préhistorique (Mônaco).
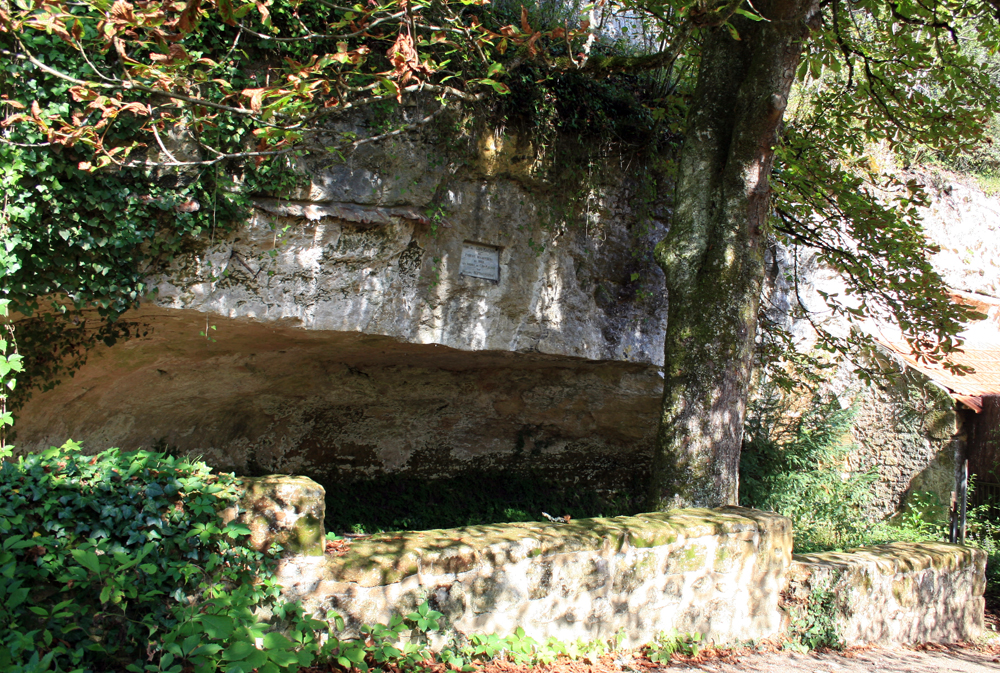
Abrigo de Cro-Magnon's em Eyzies-de-Tayac-Sireuil.

### Arte Cro-Magnon

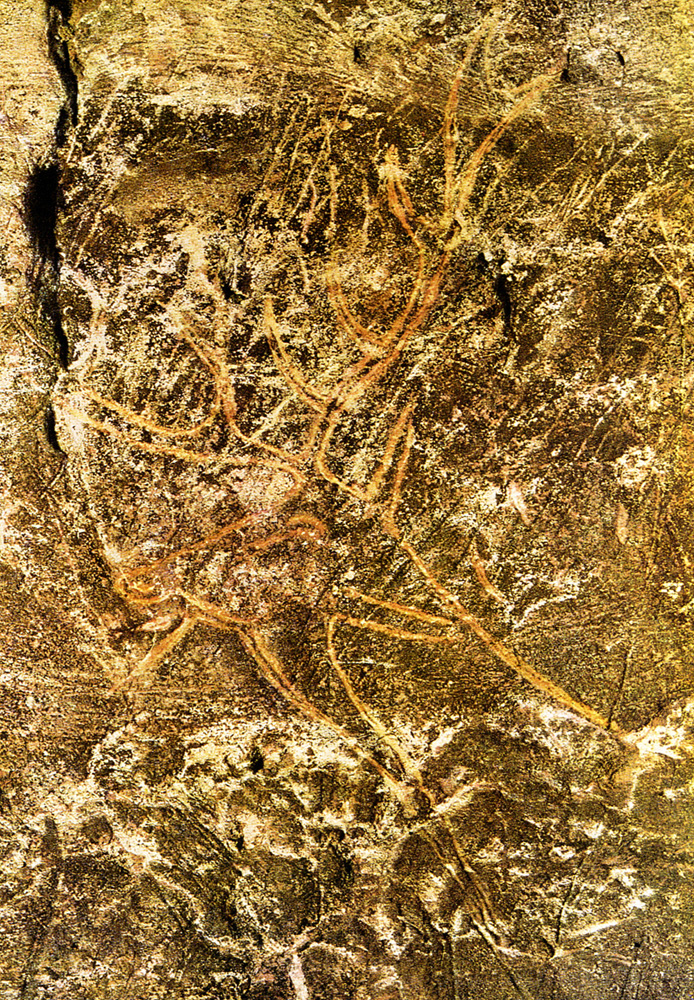
Desenho de uma rena...
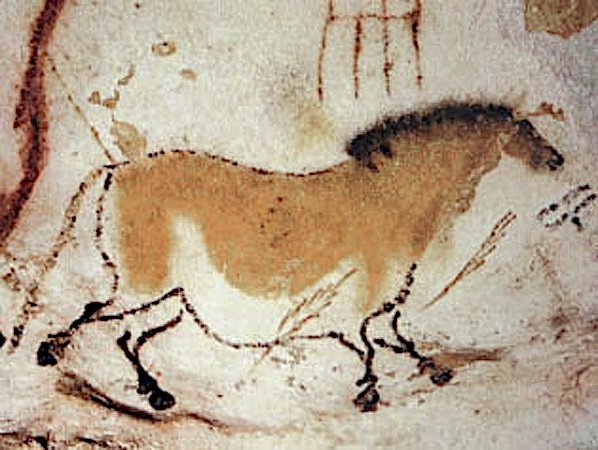
...e de um cavalo nas cavernas de Lascaux.
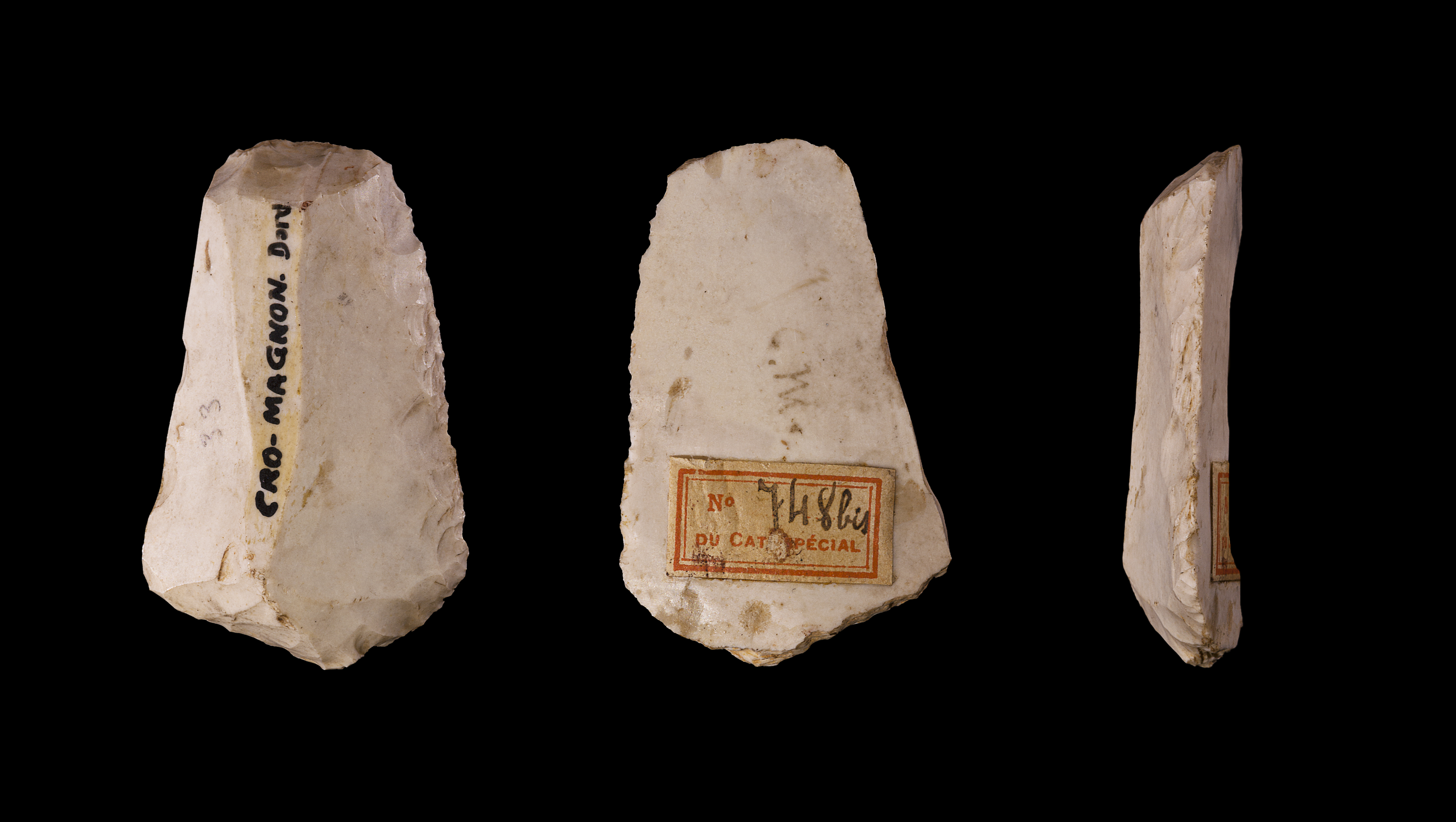
Raspador de Cro-Magnon - Coleção "Lartet Louis" - Museu de Toulouse.